# Nonna Addams
Nonna Addams (In inglese Grandmama o Granny), nota anche come Eudora Addams, Esmeralda Frump o Floradora Frump, è un personaggio immaginario creato da Charles Addams nel 1941 come parte della famiglia Addams.
La Nonna è la madre di Gomez o di Morticia, a seconda delle versioni, ed è un'anziana strega che inventa pozioni e lancia incantesimi, si diletta nel predire il futuro e ingoiare spade.
Nonna Addams è un personaggio distinto da Nonna Frump, che è invece esplicitamente la mamma di Morticia Addams, quando Nonna Addams è invece solitamente la mamma di Gomez, seppure sia stata battezzata originalmente da Charles Addams Nonna Frump e occasionalmente i due personaggi si confondono e si sovrappongono. Nelle vignette originali di Charles Addams, infatti, il cognome di Nonna Addams era Frump ed era al contempo la mamma di Morticia e Nonna Addams, divenendo poi il personaggio comunemente conosciuto come Nonna Addams.

## Nome
Il cognome della Nonna nelle vignette originali di Charles Addams è Frump, che significa letteralmente "infagottata", ma secondo Charles Addams va scritto con la prima lettera maiuscola, il che ne fa il cognome, con la conseguenza che anche Gomez dovrebbe chiamarsi Frump. Con la serie televisiva viene comunque deciso che la famiglia debba chiamarsi Addams, e così la Nonna diventa Nonna Addams e il cognome Frump passa a Morticia e alla di lei madre, Hester.
Il personaggio della Nonna è stato chiamato "Grandmama" (nonna, in inglese) nel doppiaggio originale serie originale degli anni sessanta, così da evitare confusione con la Nonna della serie The Beverly Hillbillies, che veniva chiamata "Granny" (nonnina, in inglese). Era interpratata da Blossom Rock (doppiata nell'edizione italiana da Flora Carosello), cui venne assegnato il ruolo per cui erano in ballo anche le attrici Minerva Urecal e Marjorie Bennett, mentre Alice Pearce venne respinta perché giudicata troppo giovane per la parte dai produttori.
Nelle varie opere il vero nome di Nonna Addams cambia di volta in volta, confondendosi e talvolta sovrapponendosi con il personaggio di Nonna Frump. Nella serie animata del 1973, assume infatti il nome di Floradora Frump.

## Storia
Il personaggio sembra essere stato ispirato al disegnatore statunitense dalla propria nonna materna che adorava, che diceva ricordargliela "di primo mattino, subito prima di colazione", ma si trattava solamente di una somiglianza fisica, non caratteriale.
La prima apparizione della Nonna risale alle vignette originali di Charles Addams pubblicate sul New Yorker nel 1941, quando apre la porta a Morticia che le chiede in prestito una tazza di cianuro. Non è ancora parte integrante della famiglia Addams, cominciando ad apparirvi molto più tardi, nel 1950, sulla copertina della raccolta di vignette di Addams Monster Rally, pubblicata da Simon & Schuster, ma entrando ufficialmente a far parte del clan solamente il 16 ottobre 1954, in una vignetta pubblicata sul periodico The New Yorker, in cui assiste a una scenata di Mercoledì, furiosa perché è stata inserita nell'albo d'onore della scuola. Dopo alcuni anni di assenza ricompare nel 1958, quando indossa lo scialle a disegni cachemire e un vestito di bambagina, che la caratterizzaranno di qui in avanti.

## Caratteristiche
Così Charles Addams descrive il personaggio della Nonna nelle note per la produzione della serie televisiva degli anni sessanta nel 1963:
Il personaggio è la nonna dei bambini degli Addams, Pugsley e Mercoledì, ma la relazione di parentela con gli altri membri della famiglia è spesso cambiata nel corso degli anni, modificandone il cognome e talvolta anche il nome, risultando così ambigua e contraddittoria.
Nonna Frump (poi Addams) è una caratteristica nonna che ama cucinare per sentirsi parte della famiglia. È l'incarnazione della figura leggendaria di Lucrezia Borgia, per la sua passione per i veleni, e di Mary "Typhoid" Mallon, per la sua capacità di diffondere malattie. In un disegno del 1948 viene fatto cenno alla sua immortalità.

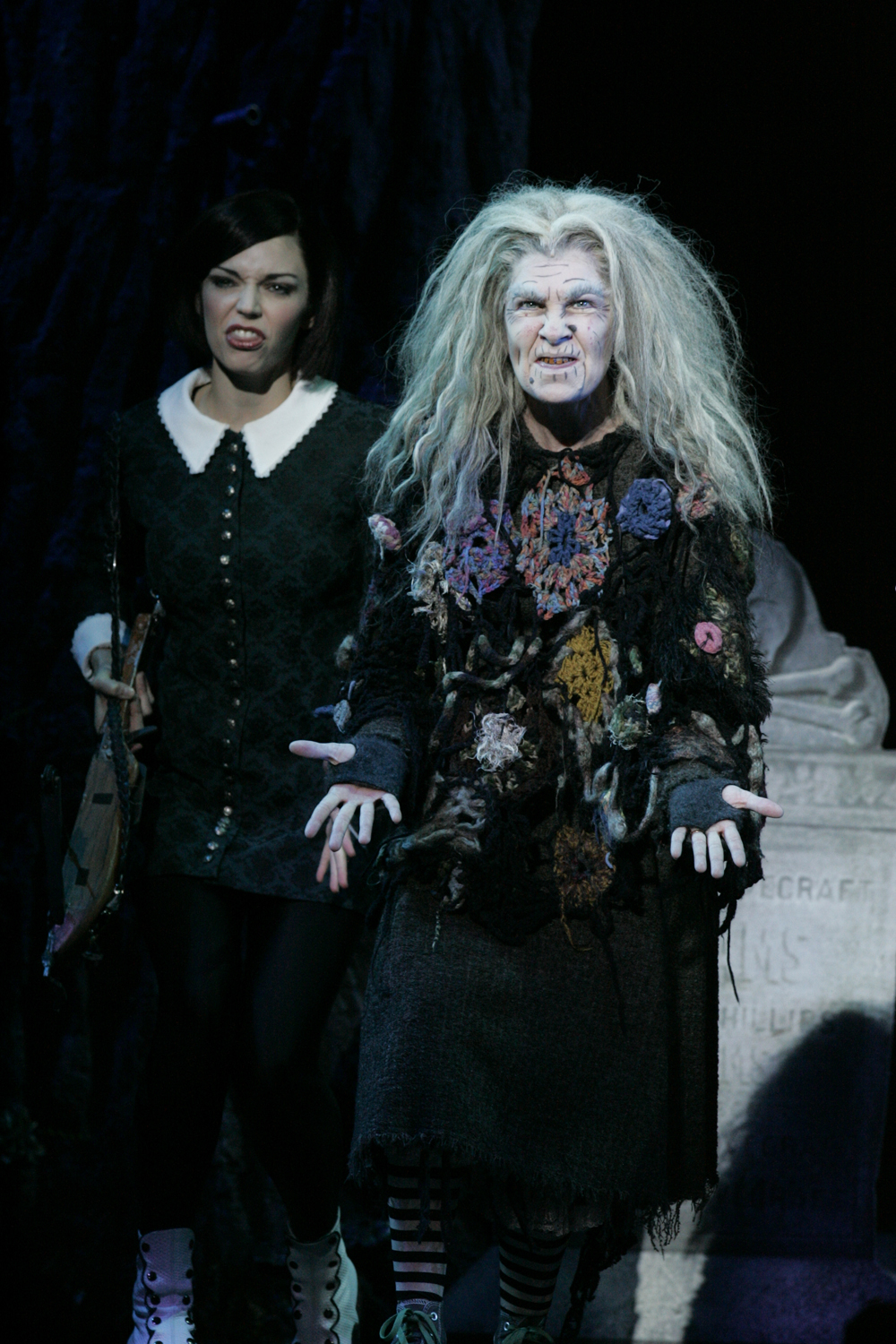
La Nonna in un'edizione del musical

Nelle vignette originali di Charles Addams su The New Yorker, il personaggio viene chiamato Nonna Frump, pur essendo la madre di Gomez, che quindi dovrebbe per logica chiamarsi Gomez Frump. Per la serie televisiva originale viene deciso che il nome della famiglia debba essere Addams, il cognome Frump diviene il nome da nubile di Morticia e della di lei madre Hester, impersonata dall'attrice Margaret Hamilton (celebre interprete della Strega dell'Est nel film Il mago di Oz del 1939), che diviene di fatto la nuova Nonna Frump.
In entrambi i film di Barry Sonnenfeld, dove assume il nome di Nonna Frump (Granny Frump, nell'originale), e nelle serie animate, diventa la madre di Morticia e di conseguenza la nonna materna di Mercoledì e Pugsley. Nel film del 1991, Morticia e lo Zio Fester, accennano alla morte di "Mamma e Papà Addams", linciati dalla folla inferocita, rimuovendo così ogni possibilità che la Nonna possa essere la madre di Gomez e Fester. Nel film del 1998, nel quale viene chiamata Esmeralda, viene nuovamente sottintesa la sua provenienza dalla famiglia di Morticia.
Il personaggio viene chiamato semplicemente Nonnina (Granny, nell'originale) nelle due serie animate. Nella serie animata del 1992, la Nonna è la madre di Morticia e, nel secondo episodio, si presenta come "Nonnina Frump" (Granny Frump, nell'originale).
Nella serie del 1999 La nuova famiglia Addams (The New Addams Family) è nuovamente la mamma di Gomez e Fester e le viene attribuito il nome Eudora Addams, mentre la madre di Morticia (qui chiamata Griselda Frump) è una sua amica d'infanzia.
Nel musical del 2010, Morticia fa riferimento alla Nonna come la madre di Gomez e Fester (lamentandosi del fatto che avrebbe dovuto trasferirsi da loro solo per due settimane e sono passati invece dodici anni), al che Gomez risponde esterrefatto: "Mia madre? Ma io credevo fosse tua madre!". Morticia conclude quindi che la Nonna "probabilmente non fa nemmeno parte della famiglia".
Nel film in animazione CGI del 2019 la Nonna è dichiaratamente la madre di Gomez e di Fester, suo fratello. Non vive però con il figlio e la nuora nella loro tetra magione, ma fa loro visita occasionalmente, nella fattispecie in occasione della cerimonia della "mazurca della sciabola" di Pugsley. Nonna Addams è una vecchia strega di bassa statura con un occhio di vetro che entra in casa passando dal camino e che tenta maldestramente di aiutare il nipote a superare la difficile prova che lo aspetta. Si dimostra ancora sessualmente attiva, dal momento che invita Morticia a mandarle in camera Lurch una volta terminati i suoi compiti. Ha una sorella, la Prozia Sloom, alta e snella (ma che si rivelerà anch'essa di bassa statura, muovendosi su una sorta di peidistallo che simula delle lunghe gambe) e priva dell'occhio sinistro. Nel film, inoltre, la madre di Morticia, Nonna Frump, risulta invece deceduta assieme al marito e viene invocata dalla stessa Morticia durante il settimanale "tè con seduta spiritica" cui partecipa abitualmente anche la figlia Mercoledì.
Nella seconda stagione della serie televisiva Mercoledì, il personaggio viene completamente rivisitato: assume il nome di Hester Frump, è la madre di Morticia ed è una ricchissima magnate proprietaria della Frump Mortuaries, dalla lingua tagliente e sempre vestita in modo impeccabile, oltre che una fredda calcolatrice in tutto ciò che fa.

## Interpreti
Nelle varie incarnazioni della famiglia Addams, la Nonna è il personaggio le cui interpreti sono cambiate più frequentemente.

### Televisione
Nell serie televisiva originale degli anni sessanta, nonna Addams (qui la madre di Gomez) viene interpretata dall'attrice statunitense Blossom Rock. Nell'edizione italiana della serie, Nonna Addams viene doppiata da Flora Carosello.
Nel doppiaggio originale dell'episodio del 1972 Scooby-Doo incontra la famiglia Addams, della serie televisiva Speciale Scooby, e della serie animata del 1973, la voce della Nonna venne prestata da Janet Waldo, che nella seconda interpreta anche Morticia. Nell'edizione italiana della seconda serie viene doppiata da Francesca Palopoli.
Nel film per la televisione del 1977 Halloween con la famiglia Addams (Halloween with the New Addams Family), Blossom Rock fu l'unico membro del cast originale a non ritornare a interpretare il proprio personaggio, a causa di problemi di salute, venendo rimpiazzata nel ruolo da Jane Rose.
Nella versione originale della serie animata del 1992, il personaggio viene doppiato da Carol Channing (doppiata da Grazia Migneco nell'edizione italiana). Nel film per la televisione del 1998, distribuito poi direct-to-video, fuori dagli Stati Uniti, la nonna è stata interpretata da Alice Ghostley.
Nella serie televisiva del 1999, il personaggio è stato interpretato da Betty Phillips, doppiata in italiano da Noemi Gifuni.

### Cinema
Anche al cinema la Nonna è stata impersonata da differenti attrici: nel film La famiglia Addams (Addams Family) viene impersonata da Judith Malina, celebre cofondatrice del Living Theatre, mentre nel successivo La famiglia Addams 2 (Addams Family Values), è stata rimpiazzata da Carol Kane. Nell'edizione italiana di entrambi i film, le attrici sono state ambedue doppiate da Zoe Incrocci.
Nel film La famiglia Addams in animazione CGI, prodotto da MGM, diretto da Greg Tiernan e Conrad Vernon e previsto in distribuzione per l'ottobre 2019, la Nonna è stata doppiata dall'attrice Bette Midler nell'edizione originale In italiano la voce della nonna è stata prestata da Loredana Bertè, qui al suo primo doppiaggio cinematografico.

### Teatro
Nel musical di Broadway del 2010 The Addams Family, la Nonna è stata interpretata da Jackie Hoffman. Nell'edizione italiana dello stesso musical, la Nonna è stata interpretata da Sergio Mancinelli (2014), Annamaria Schiattarella (2018) e Claudia Campolongo (2019).

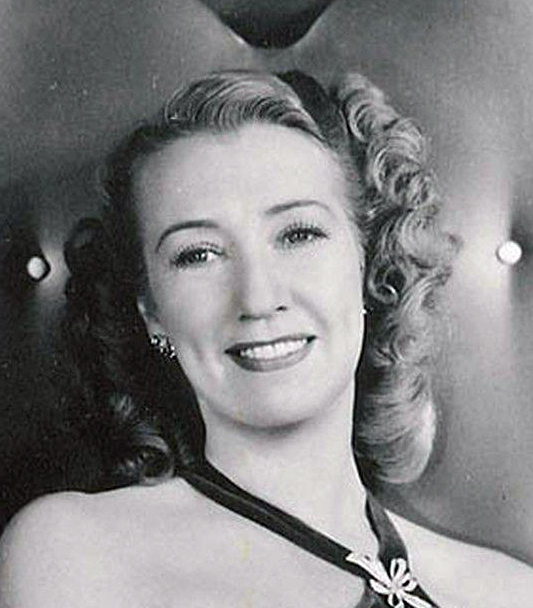
Blossom Rock interprete di Nonna nella serie televisiva degli anni sessanta
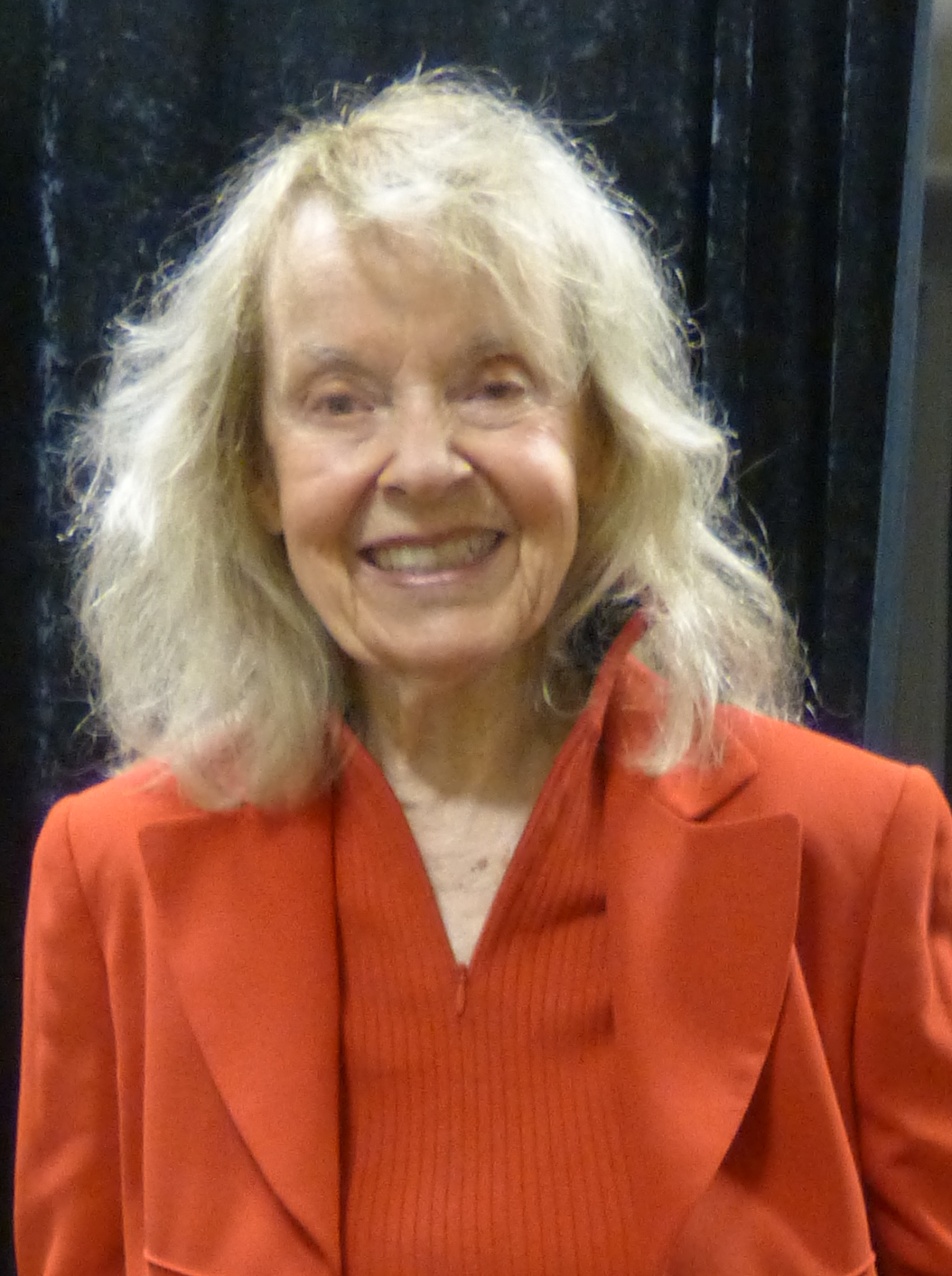
Janet Waldo, voce della Nonna nello Speciale Scooby del 1972 e nella serie animata del 1973
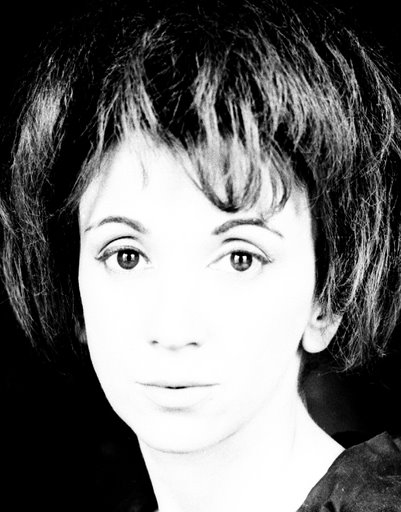
Judith Malina, interprete della Nonna nel film del 1991
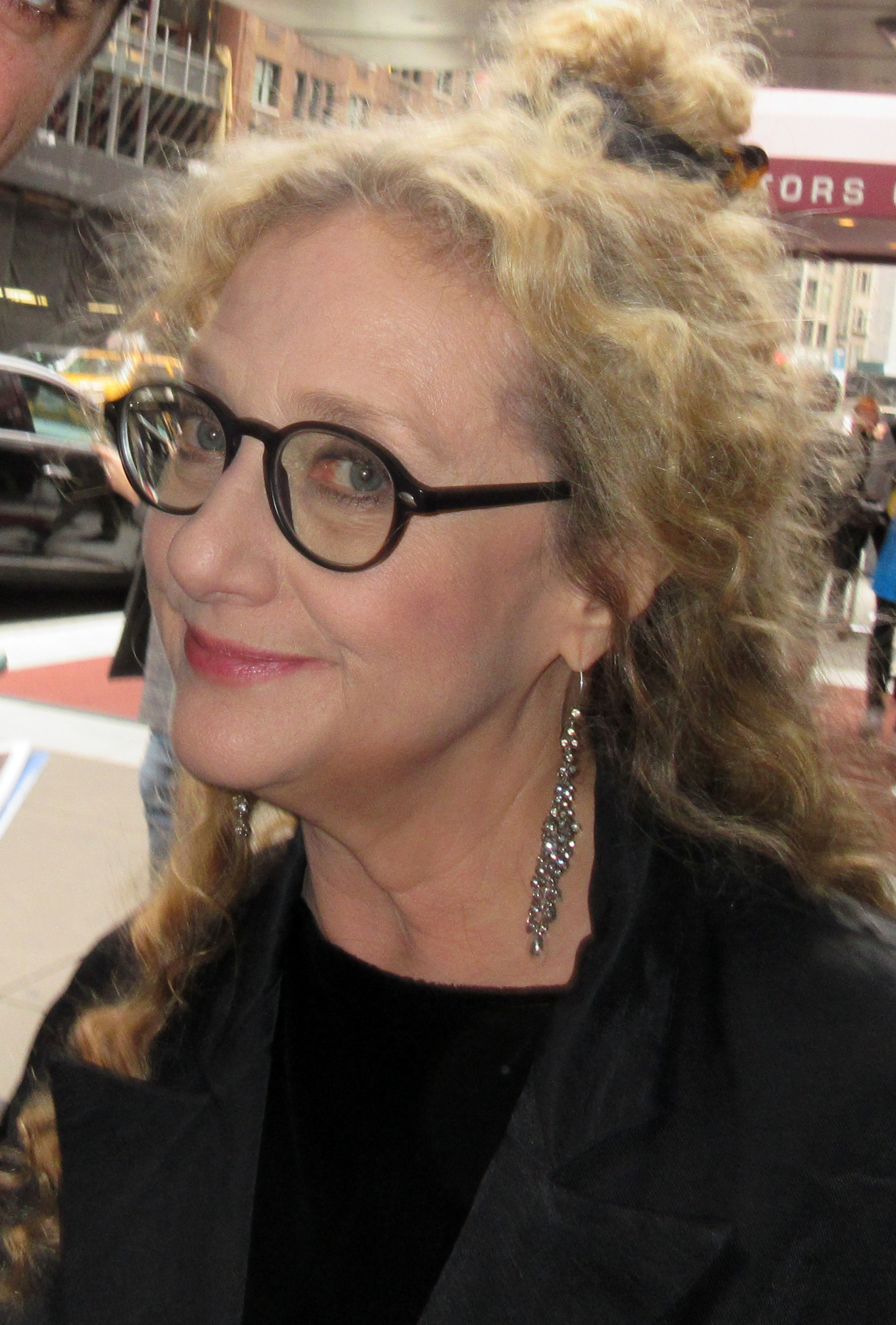
Carol Kane, interprete della Nonna nel film del 1993
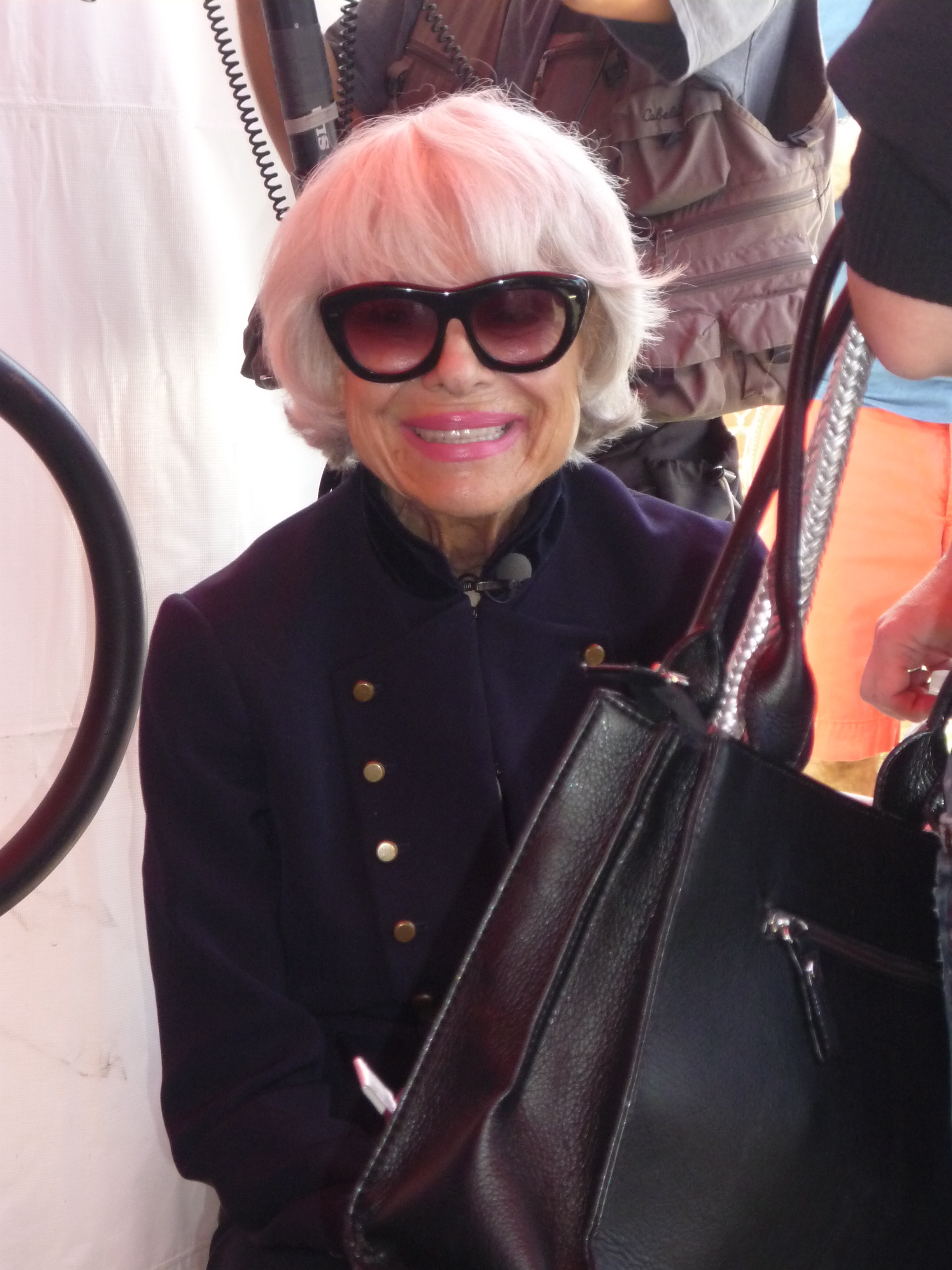
Carol Channing, voce della Nonna nella serie animata del 1993
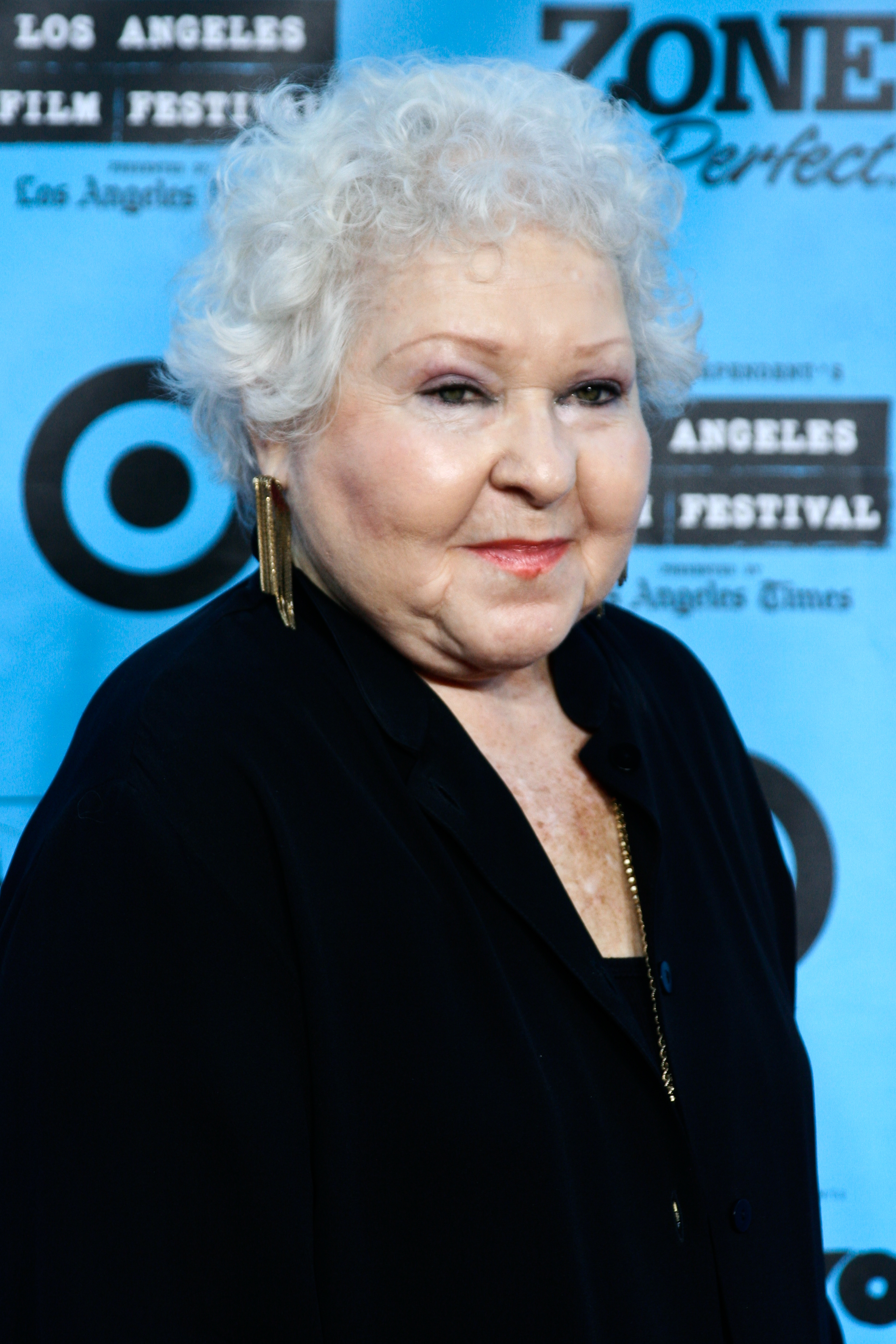
Estelle Harris, interprete della Nonna nel film del 1999
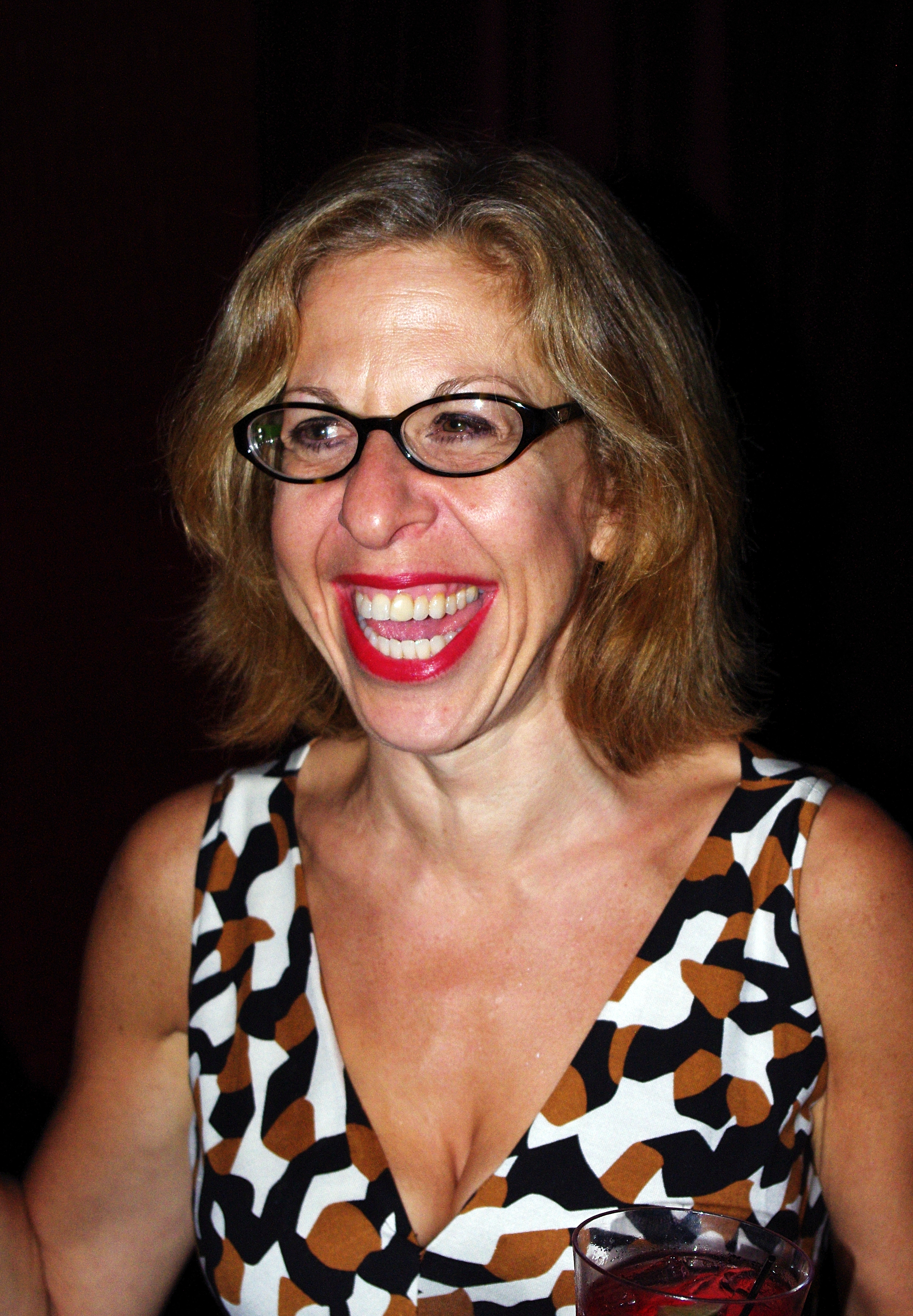
Jackie Hoffman, interprete della Nonna nella prima edizione del musical del 2010
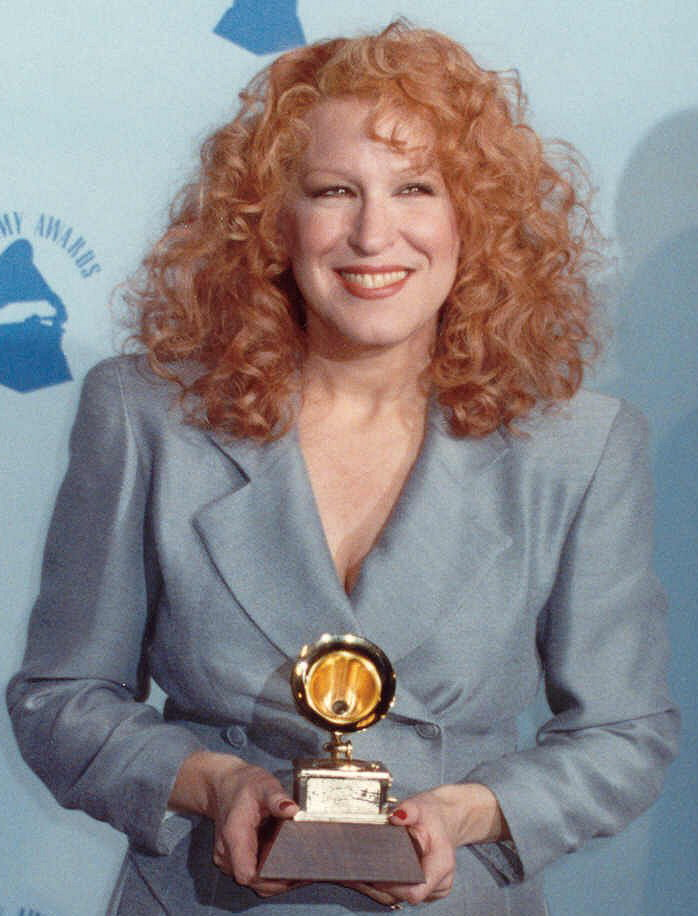
Bette Midler, voce della Nonna nei film animati del 2019 e del 2021

## Merchandising
- Nel 1962 la Aboriginals Ltd. di Manhattan commercializza una linea di bambole di pezza raffigurante i personaggi della famiglia Addams disegnati da Charles Addams.[15] Nonna Frump verrà aggiunta alcuni mesi dopo la creazione degli altri personaggi.[15]
- Nel videogioco del 1989 Fester's Quest per Nintendo ES, il libretto di istruzioni afferma che i poteri psichici della Nonna hanno predetto l'invasione aliena che avrebbe portato al rapimento degli abitanti della città, così lei ha invocato una maledizione sulla casa della famiglia. Come risultato, quando l'esploratore extraterrestre scannerizza la residenza degli Addams alla ricerca di forme di vita, non rileva la presenza di alcun essere umano.
- Nel 1992 la Playmates realizza una serie di action figure ispirate ai personaggi della coeva serie televisiva animata, tra cui anche una versione coloratissima della Nonna.
- Nel 2019 una miniatura della Nonna viene realizzata per il set The Addams Family Village ispirato ai fumetti di Charles Addams della Department 56.[16]
- Ancora nel 2019 la Mezco realizza l' action figure da 10 cm con 5 punti di articolazione raffiguranti i personaggi del film di animazione del 2019.[17][18][19][20] La Nonna viene commercializzata in coppia con Mercoledì e una delle differenti versioni di Mano.[18][19]

## Filmografia

### Cinema
- La famiglia Addams (The Addams Family), regia di Barry Sonnenfeld (1991) - Judith Malina
- La famiglia Addams 2 (The Addams Family Values), regia di Barry Sonnenfeld (1993) - Carol Kane
- La famiglia Addams (The Addams Family), regia di Conrad Vernon e Greg Tiernan (2019) - Bette Midler
- La famiglia Addams 2 (The Addams Family 2), regia di Greg Tiernan, Laura Brousseau e Kevin Pavlovic (2021) - Bette Midler

### Televisione
- La famiglia Addams (The Addams Family ) - serie TV, 64 episodi (1964-1966) - Blossom Rock
- Speciale Scooby (The New Scooby-Doo Movies) - serie TV, episodio 1x03 (1972) - Janet Waldo
- La famiglia Addams - serie animata, 16 episodi (The Addams Family, 1973) - Janet Waldo
- Halloween con la famiglia Addams (Halloween with the New Addams Family), regia di David Stainmetz - film TV (1977) - Jane Rose
- La famiglia Addams (The Addams Family) - serie animata (1992) - Carol Channing
- La famiglia Addams si riunisce (Addams Family Reunion), regia di Dave Payne - film TV e direct-to-video (1998) - Estelle Harris
- La nuova famiglia Addams (The New Addams Family) - serie TV, 65 episodi (1998) - Betty Phillips

## Teatro
- La famiglia Addams (The Addams Family, 2010) - Jackie Hoffman